# José Aguilar (boxeador)
José Aguilar Pulsar (24 de noviembre de 1958; Guantánamo - 4 de abril de 2014; Ibídem) fue un boxeador cubano. Ganó la medalla de bronce de peso wélter ligero en los Juegos Olímpicos de Verano 1980. 
Murió en Guantánamo el 4 de abril de 2014, debido un infarto cerebral.

## Resultados olímpicos
- Derrotó a Martin Brerton (Irlanda) TKO 1
- Derrotó a Ryu Bun-Hwa (Corea del Norte) 4-1
- Derrotó a Farouk Jawad (Irak) TKO 3
- Perdió ante Serik Konakbaev (URSS) 1-4